# Cangkol (Mojolaban)
Cangkol is een bestuurslaag in het regentschap Sukoharjo van de provincie Midden-Java, Indonesië. Cangkol telt 5598 inwoners (volkstelling 2010).